# Fleming (Misuri)
Fleming es una ciudad ubicada en el condado de Ray, Misuri, Estados Unidos. Según el censo de 2020, tiene una población de 114 habitantes.

## Geografía
La ciudad está ubicada en las coordenadas 39°11′44″N 94°3′4″O / 39.19556, -94.05111 (39.195519, -94.052054).  Según la Oficina del Censo de los Estados Unidos, tiene una superficie total de 1.4 km², de la cual 1.4 km² corresponden a tierra firme y (0%) 0 km² es agua.

## Demografía
Según el censo de 2020, hay 114 personas residiendo en Fleming. La densidad de población es de 81,43 hab./km². El 95.6% son blancos, el 0.9% es afroamericano y el 3.5% son de dos o más razas. No hay habitantes hispanos ni latinos de ninguna raza.